# Urostrophus
Urostrophus es un género de lagartos de la familia Leiosauridae. Sus especies se distribuyen por Argentina, Bolivia  y Brasil. Está estrechamente relacionado con Anisolepis.

## Especies
Se reconocen a las siguientes dos especies:
- Urostrophus gallardoi Etheridge & Williams, 1991 - Noroeste de Argentina y sur de Bolivia.
- Urostrophus vautieri Duméril & Bibron, 1837 - Sur de Brasil.